# Heliophanus camtschadalicus
Heliophanus camtschadalicus là một loài nhện trong họ Salticidae.
Loài này thuộc chi Heliophanus. Heliophanus camtschadalicus được Wladislaus Kulczynski miêu tả năm 1885.